# Flotte de dissuasion

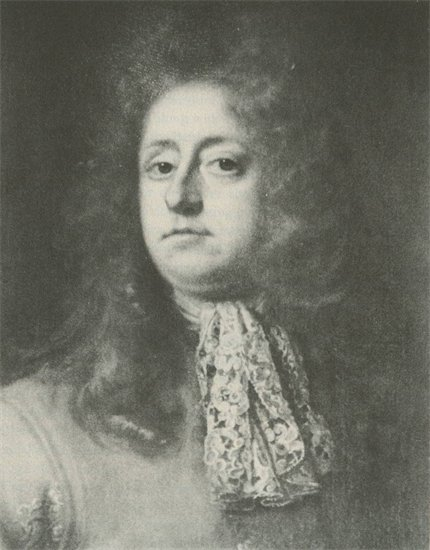
Arthur Herbert, premier comte de Torrington, est à l'origine de l'expression « fleet in being » en 1690

Une flotte de dissuasion ou fleet in being en anglais est une force navale qui exerce une influence déterminante sans quitter le port. Si cette flotte quittait le port et faisait face à l'ennemi, elle pourrait perdre la bataille et toute influence sur les actions de l'ennemi, mais tant qu'elle reste en sécurité au port, l'ennemi est obligé de déployer en permanence des forces pour se prémunir contre elle. Une flotte de dissuasion peut faire partie d'une doctrine d’interdiction, mais pas d’une doctrine de contrôle de la mer.

## Utilisation du terme
Le terme fut pour la première fois utilisé en 1690 lorsque Lord Torrington, commandant des forces de la Royal Navy dans la Manche, se trouva face à une flotte française plus forte. Il proposa d'éviter de livrer une bataille navale, sauf dans des conditions très favorables, jusqu'à ce qu'il puisse recevoir des renforts. En gardant ainsi sa flotte de dissuasion, il pouvait maintenir une menace réelle qui obligeait l'ennemi à rester dans la zone et l’empêchant de prendre l'initiative ailleurs.

### Utilisation secondaire
Rudyard Kipling publia une série d'articles sur la flotte de la Manche sous le titre A Fleet in Being en 1898, mais n'utilisa pas le terme dans le sens décrit ici.

## Concept
Le concept de la force de dissuasion est basé sur l'hypothèse que la flotte est relativement en sécurité au port, même s’il est à proximité de l’ennemi. Après la bataille de Tarente et l'attaque sur Pearl Harbour, cependant, il est devenu évident que la puissance aérienne avait transformé une flotte de dissuasion en une flotte concentrée dans un port vulnérable. Il est, bien sûr, possible d'imaginer une situation où une flotte est encore relativement en sécurité dans le port, par exemple lorsque l'adversaire ne veut pas l’attaquer au port pour des raisons politiques. Après avoir examiné les solutions alternatives ; «La stratégie qui fut adoptée pour la marine argentine [dans la guerre des Malouines en 1982] était celle de la flotte de dissuasion... La flotte ne conduirait pas d’attaque directe, mais attaquerait seulement quand les chances seraient en sa faveur. Sinon, elle resterait en dehors de la zone d'exclusion totale britannique déclarée et attendrait une cible d'opportunité ». les Argentins ne furent pas en mesure de valoriser leur flotte de dissuasion mais ils évitèrent un résultat négatif.
L'idée d'une flotte de dissuasion peut être généralisée à d'autres forces que la marine. Une forteresse assiégée est essentiellement une armée de dissuasion, qui maintient sur le pied de guerre des forces ennemies sans quitter la forteresse ou sans engager beaucoup de combat. Pendant la guerre du Golfe, Saddam Hussein utilisa son armée de l'air avec une doctrine opérationnelle analogue à une flotte de dissuasion. La simple présence de l'armée de l'air irakienne dans des bunkers durcis força la coalition attaquant l'Irak à agir avec prudence et à escorter ses bombardiers jusqu'à ce que les abris d'avions se révélèrent vulnérables et furent attaqués.

## Histoire

### Guerre russo-japonaise de 1904-1905
Le premier exemple moderne était l’impasse entre la marine impériale russe et la marine impériale japonaise à Port-Arthur au cours de la guerre russo-japonaise en 1904. La Russie possédait trois flottes de combat : un dans la mer Baltique, la deuxième dans la mer Noire, et la troisième en Extrême-Orient. L'escadron du Pacifique en Extrême-Orient était posté à Vladivostok et à Port Arthur. Avec ce dernier étant plus proche du théâtre de la guerre, Port Arthur est devenu stratégiquement plus important.
La marine impériale japonaise ne possédait qu'une seule flotte de combat alors que la marine russe en avait trois, il était donc impératif pour la marine japonaise de ne pas affronter les trois. Le traité anglo-japonais de 1902 élimina en pratique la flotte de la mer Noire en la maintenant bloquée dans la mer Noire, de peur d’une guerre avec la Grande-Bretagne. Cependant, la flotte de la Baltique (plus tard rebaptisé 2e escadron du Pacifique) avait reçu l'ordre de renforcer l'escadre de Port Arthur dans le courant de l’année 1905. La marine impériale japonaise devait anticiper ce mouvement.
Seulement après que la flotte de dissuasion de Port Arthur fut éliminée, la flotte de la Baltique et de la flotte japonaise pouvait s’affronter au large, et ce qui se passerait l'année suivante, lors de la bataille de Tsushima en mai 1905.
Pour éliminer définitivement l'escadre de bataille de Port Arthur, la marine japonaise lança trois opérations. La première était une attaque surprise à la torpille par des destroyers dans le port au début de février 1904, qui fut rapidement suivie d'une tentative pour bloquer l'entrée du port en coulant d’anciennes navires à vapeur (navires de blocage) dans le chenal. La troisième et dernière tentative de coincer la flotte au port de façon permanente la flotte était le minage des eaux entourant l'entrée du port. Bien que cette dernière tentative échoua également, elle eut pour conséquence involontaire d’enlever à la marine russe de l'un de ses officiers de marine les plus brillants, l'amiral Stepan Makarov. Quand son navire amiral, le cuirassé Petropavlovsk, toucha une de ces mines, il coula presque immédiatement, emportant Makarov avec lui au fond.
La flotte de dissuasion subsista donc, et, sous le nouveau commandement de l'amiral Vitgeft, l'escadron de Port Arthur reçu l’ordre de sortir et de faire route vers Vladivostok le 10 août 1904. La sortie de Vitgeft de Port Arthur donna lieu à la bataille de la mer Jaune, un duel de canons à très longue portée qui se termina par aucun navire de guerre capital coulé de part et d'autre, mais qui élimina finalement la flotte de dissuasion de Port Arthur, ses navires de guerre se retrouvant dispersés dans des ports neutres (où ils furent internés), et les navires survivants étant si fortement endommagées qu'ils ne seraient plus utilisables.

### Première Guerre mondiale
Un exemple plus moderne est le face à face entre la flotte de haute mer allemande et de la Grande Flotte britannique pendant la Première Guerre mondiale. L'Allemagne préféra largement garder intacte sa flotte plutôt que de prendre le risque de perdre un engagement contre la Royal Navy, plus forte.
Sur le front de l'Adriatique, les gros navires italiens comme austro-hongrois restèrent dans leurs ports respectifs, s'observant en chiens de faïence et de toutes façons contenus dans une mer resserrée, bloquée au sud par le « barrage d'Otrante » créé par les britanniques et les français, tandis que les armées terrestres menaient une guerre d'attrition aussi interminable que démoralisante sur le front du Piave. Pragmatiquement, l'amiral italien Thaon Di Revel chercha à développer une « poussière navale » de micro-torpilleurs rapides (les vedettes rapides M.A.S.) pour tenter de débloquer la situation, avec un certain succès, car lorsque, dans les derniers stades de la guerre, vers 1918, l'amiral Horthy se décide à tenter une action offensive, un de ses trois cuirassés, le Szent Istvan est coulé par une vedette M.A.S commandée par Luigi Rizzo, son propre navire - le SMS Tegetthof - échappant de justesse à une attaque similaire et le troisième capital ship austro-hongrois , le SMS Viribus Unitis étant coulé par une des premières actions modernes de nageurs de combat à quelques heures de l'Armistice de 1918.

### Seconde Guerre mondiale
Pendant la Seconde Guerre mondiale, les actions de la marine royale italienne (Regia Marina) en 1940 sont typiques d’une flotte de dissuasion. Après un certain nombre de batailles mineures contre la Royal Navy, la plupart du temps perdues ou non concluantes, la flotte italienne resta à Tarente, d'où elle pouvait faire une sortie très rapidement contre toute flotte ou convoi britannique tentant d'atteindre Malte. En raison de cette menace, les Britanniques décidèrent d'attaquer la flotte italienne à l'ancre lors de la célèbre bataille de Tarente. Dans cette opération, les Britanniques mirent hors service pour une longue période trois cuirassés italiens, soit environ la moitié de la force cuirassée italienne. Réalisant que le port de Tarente n'était plus sûr, les Italiens relocalisèrent les navires endommagés dans des ports plus éloignés. Comme la flotte de dissuasion n'était plus aussi efficace à distance, les Italiens furent contraints au combat et subirent des pertes répétées au cours des deux années suivantes.
Plus même que les autres navires de surface de la marine allemande, le puissant cuirassé allemand Tirpitz servi durant toute sa carrière comme flotte de dissuasion. En effet, même s’il ne tira jamais un coup de canon contre un navire ennemi, sa seule présence força la Royal Navy à distraire de puissants navires de guerre pour défendre les convois de l’Arctique. Cette flotte força un convoi important (PQ- 17) à se disperser, à la suite d'importantes pertes, principalement dues à des sous-marins et des avions.